# بحران آب فلینت
بحران آب فلینت، بحران آلودگی آب آشامیدنی در فلینت، میشیگان، ایالات متحده آمریکا بود.
در سال ۲۰۱۴، شهر فلینت تأمین آب خود را از شهر دیترویت (که برای تقریباً نیم قرن تأمین کننده آب آن بود) به رودخانه فلینت تعویض نمود. این حرکت در جهت کاهش هزینه‌ها بود.
احتمال می‌رود این تغییر منبع آب باعث وقوع بیماری لژیونر در شهر شده باشد که باعث مرگ ۱۰ نفر و بیماری ۷۷ نفر دیگر شده‌است.
در ۱۳ نوامبر سال ۲۰۱۵، چهار خانواده کلاس اکشن فدرال را در دادگاه علیه استاندار ریک اسنایدر و سیزده مقام ایالتی و شهری طرح کردند و فرد جداگانه دعوایی را در دادگاه ایالتی و همچنین سه اقامه دعوای جداگانه دیگر نیز پس از آن طرح شد.
پس از طرح وضع فوق العاده توسط استاندار در ۵ ژانویه ۲۰۱۶، رئیس‌جمهور اوباما اعلان وضعیت فوق العاده نمود و اجازه کمک‌های بیشتر را به سازمان مدیریت بحران فدرال و وزارت امنیت داخلی ایالات متحده آمریکا داد.